# Nickebo
Nickebo är en by som ligger i Åby sockens skogsbygd, mellan Läckeby och Bäckebo, nordväst om Kalmar i östra Småland. 
Under årens lopp har stavningen av byns namn varierat: år 1539 stavades namnet Nickabo, 1644 Nikkebo, 1686 Nickeboda och år 1703 Nickeboo. Nickebo skildrades i filmen En gång i Sverige (1990).

## Historik
År 1458 lydde Nickebo under Björnö och ägdes av Algot Gustavsson. Björnö var fortfarande ägare år 1787.
Den 5–6 maj 1794 ägdes Nickebos ena halvgård av Pehr Jonsson, Gelebo, Pehr Carlsson, Sporsjö, och Pehr Jonsson, Nickebo. Denna halvgården gränsar till Tokebo utägor. Den andra halvgården gränsar inte till Tokebo utägor.
Den 27 juli 1795 ägdes Nickebo av bland andra Nils Nilsson, Luvehult, och Pehr Carlsson, Sporsjö.
Den 25 april 1821 beviljades fastebrev till Isak Jaensson för 1/8 mantal. Det avser den fastighet som i modern tid betecknas med 12 och är hälften av den fastighet som vid storskiftet betecknas med litt. D.
I frälsehemmanet Nickebo gjordes storskifte år 1823 och laga skifte år 1857. Då gjordes övergripande fastighetsförändringar. Under senare tid har det endast skett mindre förändringar som bara berört enstaka fastigheter.
Nickebo har haft mantalet 1 fram till början av 2000-talet då en av byns fastigheter överfördes till Tokebo och mantalet minskade till 7/8.

## Bysamfälligheter
För gemensamt bruk avsattes, vid storskiftet 1823, samfälld mark för lertag och vattningsplan. Vägar och några diken räknades inte in i de enskilda fastigheternas areal. Nickebo hade ett gemensamt lertag med en areal om 0,20 tunnland. Det låg cirka 20 m söder om bygatan, nästan längst ner i ängen. Nedre delen av bygatan, från bäcken och nedåt, var placerad något längre norrut 1823 än den är i senare tid. Vattningsplanet hade en areal om 425 m² och låg vid bäcken nära gränsen mot Karlsbo.

## Föreningsliv
Fotbollsklubben Nickebo IK bildades 1933 och har sedan bildandet spelat i de lägre divisionerna. 2007 tog man för första gången klivet upp i Division 4. Säsongen 2014 spelar man i Division 4 Sydöstra.